# Tzaneen
Tzaneen is een plaats met 14.600 inwoners, gelegen in het district Mopani van de Zuid-Afrikaanse provincie Limpopo. In de omliggende gebieden worden veel gewassen gekweekt, zoals bananen, mango's, lychees en avocado's, te danken aan het subtropische klimaat.

## Subplaatsen
Het nationaal instituut voor de statistiek, Stats SA, deelt sinds de census 2011 deze hoofdplaats in in 8 zogenaamde subplaatsen (sub place), waarvan de grootste zijn:
Aqua Park • Arbor Park.

## Etymologie
De naam Tzaneen is waarschijnlijk afkomstig van het Sotho-woord tsana, dat letterlijk "mandje" betekent, verwijzend naar het feit dat het dorp zich als het ware in een "mandje van heuvels" bevindt.